# Interfaz natural de usuario

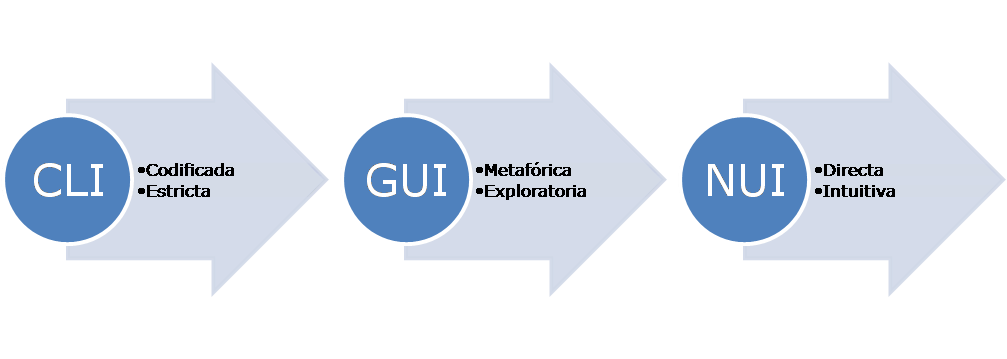
Evolución de las intefaces de usuario.
CLI (Command line interface): Interfaz de línea de comandos
GUI (Graphical user interface): Interfaz gráfica de usuario
NUI (Natural user interface): Interfaz natural de usuario

La interfaz natural de usuario (en inglés natural user interface, NUI) es el tipo de interfaz de usuario en las que se interactúa con un sistema, aplicación, etcétera, sin utilizar sistemas de mando o dispositivos de entrada (como en las interfaces gráficas de usuarios, sería un ratón, teclado alfanumérico, lápiz óptico, panel táctil, joystick, etcétera), y en su lugar, se hace uso de movimientos gestuales del cuerpo o de alguna de sus partes tales como las manos, sirviendo de mando de control.
En el caso de pantallas capacitivas multitáctiles, la operación o control es por medio de la yemas de los dedos, en uno o varios contactos y asimismo el control cercano a la pantalla, pero sin tocarla.
También existe el control de sistemas operativos por medio de la voz humana, denominado control por reconocimiento del habla o reconocimiento de voz, como por ejemplo Siri, Google Now u OK Google.
Un ejemplo de dispositivo con NUI es el Xbox Kinect.